# Ciutadella-Vila Olímpica
Ciutadella | Vila Olímpica is een metrostation van de metro van Barcelona en wordt aangedaan door lijn 4 maar is ook een station van de Trambesòs in het district Sant Martí in Barcelona. Het is vernoemd naar een van Barcelona's grote parken, Parc de la Ciutadella, en Vila Olímpica een buurt in de onmiddellijke nabijheid. Het Trambesòsstation wordt aangedaan door lijn T4 waarvan het tevens een eindstation is.
Dit station is gebouwd in 1977 onder Parc de Carles I. Tussen 1991 en 1992 is het station gesloten geweest vanwege grote infrastructurele verbeteringen vanwege de Olympische zomerspelen van 1992. Ook halverwege 2007 is het dicht geweest vanwege enkele verbeteringen.
Binnen twee blokken van dit station staat de Ciutadella campus van de Universitat Pompeu Fabra waardoor er vaak veel studenten zijn. In de zomer is het ook een plek waar veel toeristen te vinden zijn die richting het strand van La Barceloneta. Andere stations in de buurt zijn Barceloneta en Bogatell.
Voor 1982 stond het bekend als Ribera (vernoemd naar de buurt) en vanaf toen tot 1992 gewoon Ciutadella.

## Lijnen
- metro van Barcelona lijn L4 (rode lijn).
- Trambesòs route T4.